# پسر پاگنده
پسر پاگنده یک فیلم انیمیشن در ژانر کمدی و فانتزی به کارگردانی جرمی دگرسون و بن استاسن است که در تاریخ ۲۶ ژانویه ۲۰۱۷ اکران شد. پس از اکران، این فیلم نقدهای مثبتی از منتقدین دریافت کرد و ۵۰ میلیون دلار در کل در مقابل بودجه ۲۰ میلیون دلاری خود بدست آورد در اول مه۲۰۱۸ نسخه DVD این انیمیشن در امریکا ساخته شد.

## دنباله
Bigfoot Superstar یاbigfoot family دنباله همین انیمیشن است که در تاریخ ۵ اگوست ۲۰۲۰ منتشر شد.

## داستان
داستان فیلم دربارهٔ پسری‌ست که به دنبال پدر گمشده‌اش می‌رود و می‌فهمد که او پاگنده است و یک عده از طرف شرکت hair co هم به دنبال او هستند تا او را دستگیرش کنند ولی پسرش اجازه نمی‌دهد که کسی به پدرش آسیب بزند پس با کمک دوستانش به کمک پدرش می‌رود.